# Élection présidentielle colombienne de 1878
L'élection présidentielle colombienne de 1878, a eu lieu en avril 1878 sous le régime des États-Unis de Colombie pour élire le nouveau président. Après un accord électoral, c'est le modéré Julián Trujillo Largacha qui est élu à l'unanimité.

## Contexte
Au pouvoir depuis 1870 sans discontinuité, le Parti libéral part perdant pour les élections de 1878. Son principal adversaire, le Parti conservateur, est fragilisé par la concurrence du Parti national. À quelques semaines du scrutin, les libéraux décident de ne présenter de candidature, et apportent leur soutien au candidat modéré Julián Trujillo Largacha. Les nationaux, ayant peu d'espoir, se rallient à cette candidature. Face à ces alliances, les conservateurs décident de ne pas présenter de candidat face à Trujillo Largacha, lui garantissant ainsi la victoire.

## Système électoral
Selon la constitution de 1863, le président des États-Unis de Colombie est élu pour un mandat de deux ans par les représentants des 9 États. Le candidat qui obtient le plus d'États est déclaré élu.

## Résultats

### Résultats officiels
| Candidats | Candidats                | Candidats | États obtenus | %   |
| --------- | ------------------------ | --------- | ------------- | --- |
|           | Julián Trujillo Largacha | Modéré    | 9             | 100 |
| Total     | Total                    | Total     | 9             | 100 |

### Résultats détaillés
| États                          | Candidat soutenu         |
| ------------------------------ | ------------------------ |
| État souverain de Bolívar      | Julián Trujillo Largacha |
| État souverain de Magdalena    | Julián Trujillo Largacha |
| État souverain de Cundinamarca | Julián Trujillo Largacha |
| État souverain de Boyacá       | Julián Trujillo Largacha |
| État souverain de Santander    | Julián Trujillo Largacha |
| État souverain de Tolima       | Julián Trujillo Largacha |
| État souverain d'Antioquia     | Julián Trujillo Largacha |
| État souverain de Cauca        | Julián Trujillo Largacha |
| État souverain du Panama       | Julián Trujillo Largacha |

## Conséquences
Sans surprise, Julián Trujillo Largacha, unique candidat, reçoit l'ensemble des voix des 9 États souverains.